# Crotalus lepidus klauberi
Crotalus lepidus klauberi – podgatunek jadowitego węża grzechotnika skalnego (Crotalus lepidus) z podrodziny grzechotnikowatych w rodzinie żmijowatych.
Osobniki dorosłe osiągają zwykle długość między 30 a 60 cm. Osobnik rekordowy mierzył nieco ponad 75 cm. Ubarwienie osobników tego podgatunku waha się w dość szerokim zakresie. Są koloru zielonego, niebiesko-zielonego, szaro-zielonego aż po szaro-niebieski. Na jednej z tych barw podstawowych występują poprzeczne pasy w kolorze od brązowego po czarny, które są szeroko rozstawione.
Występuje na terenie Stanów Zjednoczonych (Teksas, Nowy Meksyk, Arizona) oraz w Meksyku (na południe po stany Jalisco i Durango). Spotykany na obszarach górzystych, skalistych oraz na terenach pustynnych i półpustynnych. Osobniki tego gatunku są zwykle nieagresywne. Jego jad jest silny, lecz nie jest dla człowieka śmiertelny. Żywi się drobnymi kręgowcami.